# Sarzana
Sarzana är en ort och kommun i provinsen La Spezia i regionen Ligurien i Italien. Sarzana är beläget i norra Italien, nära gränsen till Toscana. År 2023 (31 december) räknades antalet invånare i kommunen till 21 786.